# Insziri
Insziri (arab. إينشيري; fr. Inchiri) – jeden z 12 regionów Mauretańskiej Republiki Islamskiej, położony w północno-zachodniej części kraju.